# Тентиньи
Тентиньи́ — коммуна в Валлонии, расположенная в провинции Люксембург, округ Виртон. Принадлежит Французскому языковому сообществу Бельгии. На площади 81,79 км² проживают 3637 человек (плотность населения — 44 чел./км²), из которых 49,38 % — мужчины и 50,62 % — женщины. Средний годовой доход на душу населения в 2003 году составлял 11 276 евро.
Почтовый код: 6730. Телефонный код: 063.